# Организация тюркских государств
Организация Тюркских Государств (азерб. Türk Dövlətləri Təşkilatı, каз. Түркі Мемлекеттерінің Ұйымы / Türkı Memleketterınıñ Ūiymy, кирг. Түрк Мамлекеттер Уюму, тур. Türk Devletleri Teşkilatı, узб. Turkiy Davlatlar Tashkiloti / Туркий Давлатлар Ташкилоти) — международная организация, объединяющая тюркские государства с целью всестороннего сотрудничества и кооперации между ними.
Организация создана 3 октября 2009 года под названием Тю́ркский сове́т (азерб. Türk Şurası, каз. Түрк Кеңесі / Türk Keñesı, кирг. Түрк кеңеши, тур. Türk Keneşi, узб. Turkiy Kengash / Туркий Кенгаш), англ. Turkic Council), в Нахичеванe.
12 ноября 2021 года на саммите Совета сотрудничества тюркоязычных государств в городе Стамбул Тюркский Совет был переименован в Организацию Тюркских Государств.

## История
После образования СССР и до 1991 года Турция была единственным независимым и международно признанным тюркоязычным государством в мире.
30 октября 1992 года по инициативе президента Турецкой Республики Тургута Озала в Анкаре состоялся первый Саммит тюркоязычных государств, на котором принимали участие Тургут Озал, Абульфаз Эльчибей, Ислам Каримов, Нурсултан Назарбаев, Сапармурат Ниязов и Аскар Акаев. На саммите участниками было объявлено о налаживании политического и экономического единства.
12 июля 1993 года в столице Казахстана Алма-Ате было подписано соглашение о создании Международной организации тюркской культуры.
В 1992 году в Алма-Ате образована Объединённая администрация тюркских искусств и языков. В 1998 году в Баку была образована Парламентская ассамблея тюркоязычных стран. Обе организации находятся под эгидой Тюркского совета.
Второй саммит глав тюркоязычных государств был созван 18 октября 1994 года в Стамбуле. На саммите присутствовали первые лица тюркских государств. Участники почтили минутой молчания умершего годом ранее президента Тургута Озала. Работа саммита прошла под аккомпанемент взаимной полемики российской и турецкой сторон. На саммите президент Казахстана Н. Назарбаев выступил с идеей организовать Евразийский экономический союз с участием государств Восточной Европы и Китая.
Третья встреча глав тюркских государств состоялась 28 августа 1995 года в Бишкеке. Саммит был приурочен к празднованию 1000-летия кыргызского эпоса «Манас». Президентом Кыргызстана А. Акаевым были подарены главам государств шесть уникальных ковров ручной работы «Большой Ковёр Президентов», сотканных в честь саммита. Открывая работу саммита, президент Кыргызстана отметил, что тюркские республики после долгой изоляции должны восстановить взаимовыгодные связи и усилить сотрудничество. На Бишкекском саммите президент Турции Сулейман Демирель отметил, что для Турции представляется приоритетным проект строительства автомобильной дороги, соединяющей Центральную Азию с Турцией, с точки зрения экспорта ресурсов этого региона на мировые рынки через Турцию.
На саммите совета в Бодруме, который проводился в 2014 году, участвовали представители Азербайджана, Турции, Казахстана, Кыргызстана, а также Туркменистана. На данном саммите было объявлено о вступлении в совет Туркменистана .
30 апреля 2018 года официально в состав Тюркского Совета вошёл Узбекистан.
VII Саммит Совета сотрудничества тюркоязычных государств прошёл в Баку в октябре 2019 года. На саммите приняли участие президент Турции Реджеп Тайип Эрдоган, президент Азербайджана Ильхам Алиев, бывший президент Кыргызстана Сооронбай Жээнбеков, премьер-министр Венгрии Виктор Орбан, бывший президент Казахстана Нурсултан Назарбаев, президент Узбекистана Шавкат Мирзиёев.
В апреле 2020 года по инициативе президента Азербайджана Ильхама Алиева в формате видеоконференции состоялся чрезвычайный саммит Тюркского совета, посвящённый борьбе с пандемией коронавируса.

### Тюркский совет
C 1990-х годов велись активные разговоры о создании международной политической организации, которая бы объединяла независимые тюркские государства. Работы по созданию подобной организации начали вестись с середины 2000-х годов при участии Турции, Азербайджана и Казахстана. 3 октября 2009 года в азербайджанском городе Нахичевань между президентами Азербайджана, Казахстана, Кыргызстана и Турции было подписано Нахичеванское соглашение, согласно которому была официально создана международная организация «Тюркский совет». В организацию вошли 4 из 6 тюркских государств.
По словам Халила Акынджи, генерального секретаря-основателя организации, «Тюркский совет стал первым добровольным союзом тюркских государств в истории».
Туркменистан во главе с Гурбангулы Бердымухамедовым отказался от членства, указав на свой нейтральный статус, признанный со стороны ООН. Вторая по населению тюркская страна — Узбекистан во главе с Исламом Каримовым вовсе проигнорировала организацию из-за весьма холодных отношений с Турцией с середины 1990-х годов.
В 2012 году принят флаг Тюркского совета.
30 апреля 2018 года было объявлено, что Узбекистан присоединится к Тюркскому совету и примет участие в предстоящем саммите организации в Бишкеке. Заявка на членство была официально подана 12 сентября 2019 года.
С конца 2018 года Венгрия является наблюдателем и может запросить полноправное членство. В 2020 году заместитель министра иностранных дел Украины Эмине Джеппар заявила, что Украина хочет быть наблюдателем.
24 декабря 2014 года в Киеве в офисе Объединённой диаспоры азербайджанцев Украины открылось первое региональное диаспорское представительство Тюркского Совета. Главным координатором избрали Хикмета Джавадова.

### Организация тюркских государств
12 ноября 2021 года на VIII саммите Совета сотрудничества тюркоязычных государств в Стамбуле президентом Турции Реджепом Тайипом Эрдоганом было объявлено, что Тюркский совет переименован в Организацию тюркских государств. На этом же саммите Туркменистан был принят в члены Организации тюркских государств в статусе наблюдателя.
27 апреля 2022 года создан Совет конституционных судов организации.
Важное значение имеет всеобъемлющая структура Союза муниципалитетов тюркского мира, в котором представлены органы местного самоуправления из 30 стран и регионов.10 июня 2022 года проведён 6-й съезд Союза муниципалитетов тюркского мира.
В ближайшее время в организацию могут войти Туркменистан и Венгрия.
21 мая 2025 года в Будапеште, столице Венгрии, прошёл неформальный саммит Организации тюркских государств. В нём приняли участие лидеры всех независимых тюркских государств, за исключением Туркменистана и Северного Кипра. Итогом саммита стало подписание Будапештской декларации, присоединение Узбекистана к Фонду тюркской культуры и наследия, продление срока полномочий Генерального секретаря организации и заявление Совета глав государств по Афганистану. Саммит в Будапеште впервые проходил на территории Венгрии.

## Цели и задачи организации
Преамбула Нахичеванского соглашения подтверждает волю государств-членов придерживаться целей и принципов, закреплённых в Уставе Организации Объединённых Наций, и определяет главную цель Тюркского совета как дальнейшее углубление всестороннего сотрудничества между тюркоязычными государствами, а также внесение совместного вклада в обеспечение мира и стабильности в регионе и во всем мире. Государства-члены подтвердили свою приверженность демократическим ценностям, правам человека, верховенству права и принципам благого управления.
Нахичеванское соглашение определяет следующие основные цели и задачи организации:
- укрепление взаимного доверия и дружбы между участниками
- выработка общих позиций по внешнеполитическим вопросам
- координация действий по борьбе с международным терроризмом, экстремизмом, сепаратизмом и транснациональными преступлениями
- содействие эффективному региональному и двустороннему сотрудничеству во всех областях, представляющих общий интерес
- создание благоприятных условий для взаимной торговли и инвестиций
- стремление к всестороннему и сбалансированному экономическому росту, социальному и культурному развитию
- расширение взаимодействия в области науки, техники, образования, здравоохранения, культуры, спорта и туризма
- стимулирование взаимодействия средств массовой информации и других средств коммуникации
- содействие обмену  правовой информацией и укрепление правового сотрудничества

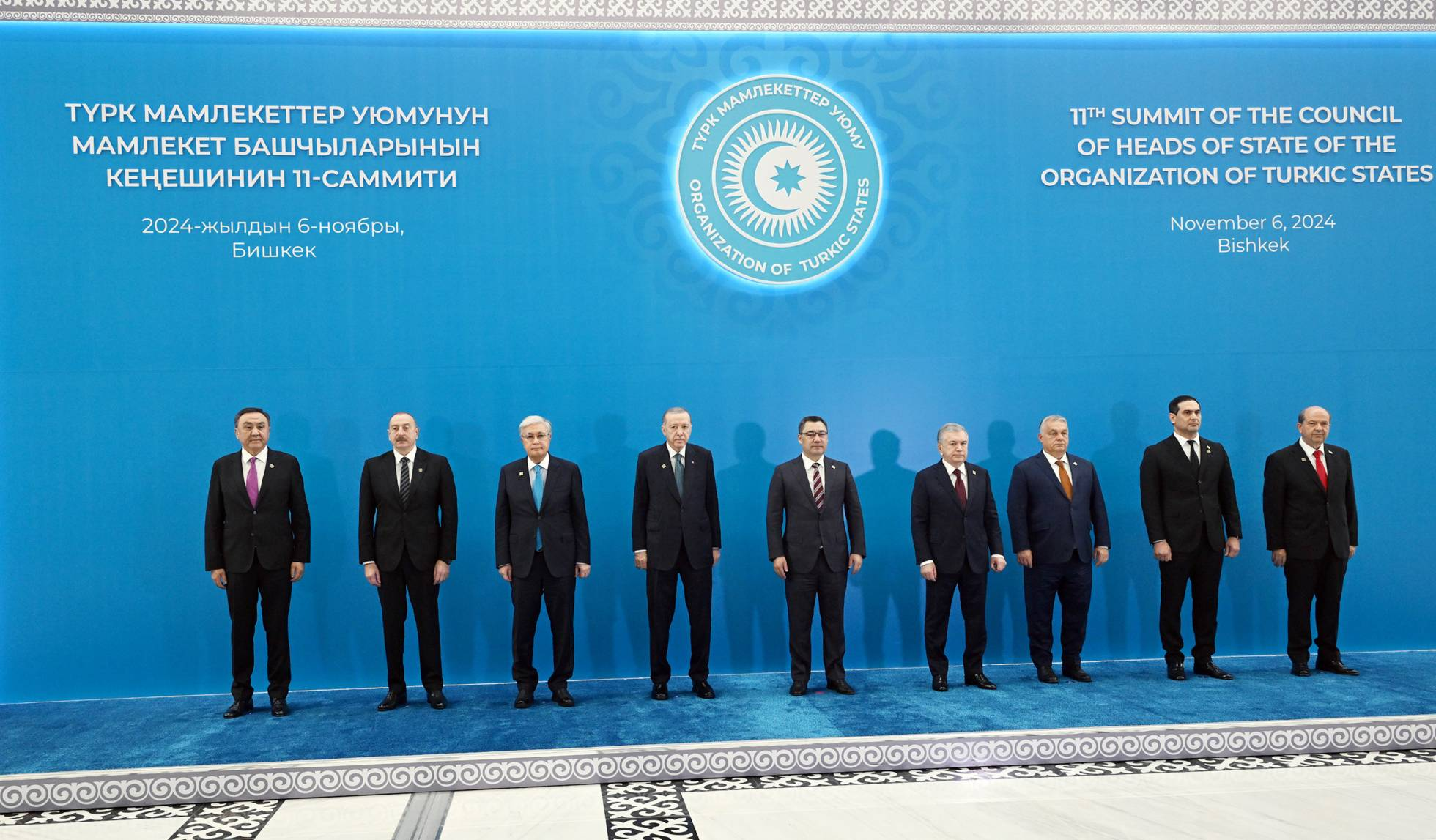
11-й саммит Бишкек 2024

## Структура
- Секретариат (Стамбул)
- Совет президентов
- Совет министров иностранных дел
- Комитет старших должностных лиц
- Совет старейшин (аксакалов) тюркоязычных государств
- Совет генеральных прокуроров тюркоязычных государств
- Парламентская ассамблея (TURKPA) (Баку)
- Международная Тюркская академия (Астана)
- Международная организация тюркской культуры  (Анкара)
- Совет конституционных судов

## События
| Дата             | Государство   | Город         | Событие |
| ---------------- | ------------- | ------------- | --- |
| 30 октября 1992  | Турция        | Анкара        | Первый Саммит |
| 12 июля 1993     | Казахстан     | Алма-Ата      | Алма-атинское соглашение об образовании TÜRKSOY                                                                    |
| 18 октября 1994  | Турция        | Стамбул       | Второй Саммит |
| 28 августа 1995  | Кыргызстан    | Бишкек        | Третий Саммит |
| 21 октября 1996  | Узбекистан    | Ташкент       | Четвёртый Саммит                                                                                                   |
| 9 июня 1998      | Казахстан     | Астана        | Пятый Саммит |
| 8 апреля 2000    | Азербайджан   | Баку          | Шестой Саммит |
| 26 апреля 2001   | Турция        | Стамбул       | Седьмой Саммит |
| 17 ноября 2006   | Турция        | Анталья       | Восьмой Саммит |
| 21 ноября 2008   | Турция        | Стамбул       | Стамбульское соглашение об образовании TÜRKPA                                                                      |
| 3 октября 2009   | Азербайджан   | Нахичевань    | Девятый Саммит, Нахичеванское соглашение об образовании Тюркского Совета                                           |
| 15 сентября 2010 | Турция        | Стамбул       | Десятый саммит (Последний из неорганизованных саммитов Тюркоговорящих Государств)                                  |
| 21 октября 2011  | Казахстан     | Алма-Ата      | Первый Саммит Тюркского Совета, Сотрудничество в Экономической и Торговой сферах                                   |
| 23 августа 2012  | Кыргызстан    | Бишкек        | Второй Саммит Тюркского Совета, Сотрудничество в Образовании, Науке и Культуре                                     |
| 16 августа 2013  | Азербайджан   | Габала        | Третий Саммит Тюркского Совета, Сотрудничество в области Грузоперевозок                                            |
| 5 июня 2014      | Турция        | Бодрум        | Четвёртый Саммит Тюркского Совета, Сотрудничество в сфере Туризма                                                  |
| 24 декабря 2014  | Украина       | Киев          | Открытие первого регионального центра тюркского совета на Украине                                                  |
| 11 сентября 2015 | Казахстан     | Астана        | Пятый Саммит Тюркского Совета, Сотрудничество в сфере Медиа и Информации                                           |
| 2 сентября 2018  | Кыргызстан    | Чолпон-Ата    | Шестой Саммит Тюркского Совета                                                                                     |
| 15 октября 2019  | Азербайджан   | Баку          | Седьмой Саммит Тюркского Совета                                                                                    |
| 10 апреля 2020   | онлайн саммит | онлайн саммит | Чрезвычайный саммит, посвящённый борьбе с пандемией коронавируса                                                   |
| 12 ноября 2021   | Турция        | Стамбул       | Восьмой Саммит Тюркского Совета                                                                                    |
| 11 ноября 2022   | Узбекистан    | Самарканд     | Девятый Саммит Тюркского Совета                                                                                    |
| 16 марта 2023    | Турция        | Анкара        | Чрезвычайный Саммит глав государств, посвящённый ликвидации последствий землетрясения в Турции 6 февраля 2023 года |
| 3 ноября 2023    | Казахстан     | Астана        | Десятый Саммит Тюркских государств                                                                                 |
| 6 июля 2024      | Азербайджан   | Шуша          | Неформальный Саммит Тюркских государств                                                                            |
| 6 ноября 2024    | Кыргызстан    | Бишкек        | Одиннадцатый Саммит Тюркских государств                                                                            |
| 21 мая 2025      | Венгрия       | Будапешт      | Неформальный саммит Тюркских государств                                                                            |

## Генеральные секретари организации тюркских государств
| № | Имя                  | Страна      | Принял обязанности | Оставил должность |
| - | -------------------- | ----------- | ------------------ | ----------------- |
| 1 | Халил Акынджы        | Турция      | 3 октября 2009     | 16 сентября 2014  |
| 2 | Рамиль Гасан         | Азербайджан | 16 сентября 2014   | 3 сентября 2018   |
| 3 | Багдад Амреев        | Казахстан   | 3 сентября 2018    | 11 ноября 2022    |
| 4 | Кубанычбек Омуралиев | Кыргызстан  | 11 ноября 2022     | в должности       |

## Символика
Флаг Тюркского совета был принят на втором саммите организации в Бишкеке 23 августа 2012 года. Флаг Тюркского совета представляет собой прямоугольное полотнище светло-голубого цвета, в центре которого изображено белое лучистое солнце, внутри которого помещены полумесяц и восьмиконечная звезда цвета флага. Цвет флага взят из флага Казахстана, лучистое солнце из флага Кыргызстана, полумесяц из флага Турции, восьмиконечная звезда из флага Азербайджана.
Принята Эмблема Тюркского совета, цвета и стиль которой взяты из флага организации.

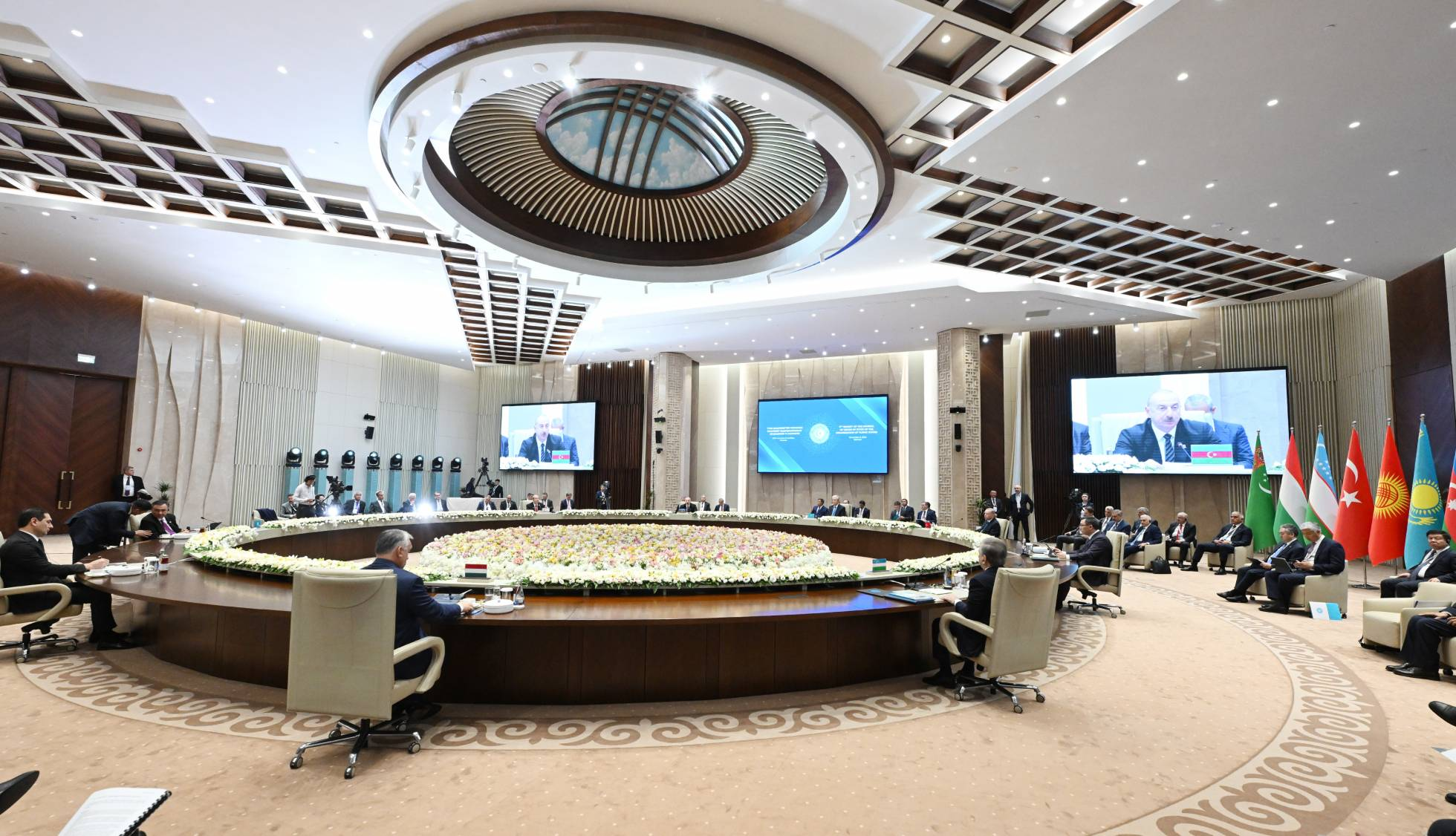
11-й саммит Бишкек 2024

## Деятельность
Учреждён Высший орден тюркского мира.
Учреждена Международная премия имени Алишера Навои. Первым лауреатом премии стал Чингиз Айтматов.
16 марта 2023 года создан Тюркский инвестиционный фонд.
6 ноября 2024 года подписано соглашение о партнёрстве в области цифровой экономики. Соглашение также охватывает сферу электронной торговли.
21 ноября 2024 года создан Союз ассоциаций международных автоперевозчиков тюркских стран.

### В сфере экономики
Планируется упрощение процедур торговли между странами-участниками. С этой целью планируется заключение региональных торговых соглашений.

### В области образования
Действует Международная тюркская академия.
29 июня 2015 года учреждён Союз академий наук тюркского мира.

### В сфере здравоохранения
С 13 по 14 июня 2025 года в Баку проведён Первый Конгресс онкологов стран-членов ОТГ. В конгрессе приняли участие специалисты из 10 стран мира.

### В сфере юстиции
1 ноября 2021 года учреждён Совет генеральных прокуроров Организации тюркских государств.

### В области культуры
30 декабря 2023 года в Стамбуле открыта библиотека Организации тюркских государств. Также презентована 100-томная серия книг «Жемчужины тюркской литературы» из произведений классиков и современных писателей тюркского мира.
Фондом тюркской культуры и наследия разрабатывается конвенция о культурном наследии тюркского мира и список культурного наследия тюркского мира.

## Фонд тюркской культуры и наследия
Фонд создан 23 августа 2012 года на встрече Совета президентов Организации тюркских государств в Бишкеке.
Целью фонда является поддержка и финансирование программ и проектов, направленных на сохранение, изучение и пропаганду тюркской культуры и наследия. Фонд поддерживает подготовку специалистов по охране и восстановлению тюркской культуры.
Фонд участвует в организации семинаров, конференций, конгрессов по вопросам тюркской культуры, научных исследований в этой области, организации выставок.
Фонд осуществляет поддержку выпуска печатных и электронных научных периодических изданий, организует поддержку конкурсов, фестивалей, турниров в области тюркской культуры.
Фонд поддерживает восстановление и развитие традиционного и прикладного искусства на территориях тюркских народов.
Фонд оказывает поддержку в защите прав интеллектуальной собственности деятелей искусства, художников.
Первым президентом фонда 11 сентября 2015 года была избрана Гюнай Эфендиева.
28 ноября 2023 года вторым президентом фонда избрана Актоты Раимкулова.
Штаб-квартира фонда располагается в Баку.
В 2019 году Венгрия получила статус наблюдателя в фонде.
В марте 2024 года фондом создан YouTube канал «Turk Discovery», на котором выкладываются снимаемые фондом документальные передачи и фильмы о культурном наследии, традициях, ценностях тюркского мира.